# Drugi rząd Gerharda Schrödera
Drugi rząd Gerharda Schrödera – od 22 października 2002 do 22 listopada 2005.
| Funkcja                                                                     | Imię i nazwisko           | Partia            |
| --------------------------------------------------------------------------- | ------------------------- | ----------------- |
| Kanclerz Federalny (Bundeskanzler)                                          | Gerhard Schröder          | SPD               |
| Wicekanclerz Federalny (Stellvertreter des Bundeskanzlers)                  | Joseph Fischer            | Sojusz 90/Zieloni |
| Minister spraw zagranicznych                                                | Joseph Fischer            | Sojusz 90/Zieloni |
| Minister spraw wewnętrznych                                                 | Otto Schily               | SPD               |
| Minister sprawiedliwości                                                    | Brigitte Zypries          | SPD               |
| Minister finansów                                                           | Hans Eichel               | SPD               |
| Minister gospodarki i pracy                                                 | Wolfgang Clement          | SPD               |
| Minister rolnictwa, polityki żywnościowej i ochrony konsumentów             | Renate Künast             | Sojusz 90/Zieloni |
| Minister obrony                                                             | Peter Struck              | SPD               |
| Minister ds. rodziny, starszych obywateli, kobiet i młodzieży               | Renate Schmidt            | SPD               |
| Minister zdrowia i polityki społecznej                                      | Ulla Schmidt              | SPD               |
| Minister transportu, budownictwa i odbudowy Niemiec Wschodnich              | Manfred Stolpe            | SPD               |
| Minister środowiska, ochrony zasobów naturalnych i bezpieczeństwa jądrowego | Jürgen Trittin            | Sojusz 90/Zieloni |
| Minister edukacji i nauki                                                   | Edelgard Bulmahn          | SPD               |
| Minister ds. współpracy gospodarczej i rozwoju                              | Heidemarie Wieczorek-Zeul | SPD               |